# Maryana Iskander
Maryana Iskander (/m ær hoˌ æ n ɑː ɪ s k æ n d ər / ; in arabo ماريانا إسكندر‎?; Il Cairo, 1º settembre 1975) è un'imprenditrice egiziana naturalizzata statunitense. È l'amministratore delegato (CEO) della Wikimedia Foundation, CEO di Harambee Youth Employment Accelerator ed ex direttore operativo di Planned Parenthood

## Biografia
Maryana Iskander è nata al Cairo, in Egitto, dove ha vissuto prima che la sua famiglia emigrasse negli Stati Uniti, quando lei aveva quattro anni; la sua famiglia si era stabilita a Round Rock, in Texas. Ha ottenuto una laurea Magna cum laude alla Rice University in sociologia, prima di conseguire il Master of Science presso l'Università di Oxford come Rhodes Scholar, dove ha fondato la Rhodes Association of Women. Nel 2003 si è laureata alla Yale Law School.

## Carriera
Dopo la laurea ad Oxford, Iskander ha iniziato la sua carriera come associato presso McKinsey & Company. Dopo essersi laureata alla Yale Law School, Iskander ha lavorato per Diane P. Wood presso la Corte d'Appello del Settimo Circuito a Chicago e poi lavorato come consigliere del presidente della Rice University, David Leebron. Dopo due anni, Iskander ha lasciato il suo lavoro alla Rice per assumere il ruolo di direttore operativo per la Planned Parenthood Federation of America a New York. È stata anche consulente strategica per WL Gore Associates e impiegata legale presso Cravath, Swaine Moore a New York e Vinson Elkins a Houston.
Dopo il suo periodo passato a Planned Parenthood, nel 2012 ha occupato la posizione di direttore operativo di Harambee Youth Employment Accelerator in Sudafrica - ente che, per ridurre la disoccupazione giovanile e aumentare il mantenimento del posto di lavoro, funziona da primo collegamento tra i datori di lavoro e i lavoratori - prima di diventarne l'amministratore delegato (CEO) nel 2013. La visione di Iskander è quella che i datori di lavoro considerino l'assunzione dei lavoratori come un investimento nel talento, costruendo un ampio pool di lavoratori impiegati attraverso la funzione di acceleratore (risolvere la disoccupazione giovanile attraverso i partenariati), in grado di aumentare i sforzi e l'efficacia. Durante il suo periodo come CEO, ha portato Harambee a diventare una delle principali organizzazioni non profit del Sudafrica e ha dato un contributo significativo all'occupazione dei giovani sudafricani, avendo collegato 100.000 giovani lavoratori con opportunità di lavoro in collaborazione con 500 aziende a partire da giugno 2019.
Il 14 settembre 2021, Iskander è stata nominata CEO della Wikimedia Foundation, con inizio del mandato il 5 gennaio 2022.

## Riconoscimenti
Iskander ha ricevuto lo Skoll Award for Social Entrepreneurship e il Yale Law School Distinguished Alumnae Award. Nel 2002, le è stata assegnata la Paul and Daisy Soros Fellowship for New Americans, che viene assegnata agli immigrati o ai figli di immigrati "che sono pronti a dare un contributo significativo alla società, alla cultura o al loro campo accademico degli Stati Uniti". Ha ricevuto una borsa di studio Rhodes e una borsa di studio Harry S. Truman. Ha fatto parte della classe 2006 di Henry Crown Fellows presso l'Aspen Institute e del loro Aspen Global Leadership Network. L'organizzazione e la sua leadership sono state riconosciute con premi e finanziamenti da parte di organizzazioni come la Skoll Foundation e USAID.